# María Luisa Huidobro Martín-Laborda
María Luisa Huidobro Martín-Laborda (Madrid, siglo XX) es una diplomática española. Fue embajadora de España en el Sultanato de Omán (2020-2024).

## Carrera diplomática
Nació en Madrid. Ingresó en la Escuela Diplomática (1990).
Ha estado destinada en las embajadas de España en Adís Abeba (Etiopía), Tel Aviv (Israel), Washington D. C. (Estados Unidos), y en el Consulado General de España en Nueva York.
En el Ministerio de Asuntos Exteriores, Unión Europea y Cooperación (Madrid) ha sido Subdirectora General Adjunta de Oriente Próximo y Subdirectora General para Operaciones de Mantenimiento de la Paz. Además, ha estado destinada en dos ocasiones en la Secretaría de Estado para la Unión Europea, en la Dirección General de Coordinación Técnica Comunitaria —como subdirectora general adjunta para Asuntos Aduaneros y Comerciales— y en la Dirección General de Integración y Coordinación de Asuntos Generales de la Unión Europea —como vocal—.
También ha formado parte del tribunal encargado del proceso selectivo para el ingreso a la carrera diplomática.
Fue embajadora de España en Mascate (Sultanato de Omán).